# Новопристань
Новопри́стань — село в Україні, у Прибужанівській сільській громаді Вознесенського району Миколаївської області. Населення становить 146 осіб. До 2016 року орган місцевого самоврядування — Яструбинівська сільська рада.